# Hot Soup
Hot Soup var en svensk musikgrupp som fanns mellan 1992 och 1997.
Bandet bildades i Stockholm 1992 av Pelle Blom (Ulf Lundell, Radio Ripoff) , Svante Drake, Mats Grundström och Janne Åström. Bandet hade en helt unik sättning i och med att basen spelade av Pelle Blom på klaviaturen och alla trummor spelade av Svante Drake endast med hjälp av munnen och en mikrofon. Efter ett antal föreställningar på Magnus Ladulås i Gamla Stan i Stockholm under våren 1992 fick bandet mellan augusti och oktober 1992 en egen show på Börsen i Stockholm, iscensatt av Hans Marklund och vd Alan Evans, vilket ledde till ett stort genombrott med skivkontrakt, teveframträdanden och flitigt turnerande. 1996 lämnade Janne Åström bandet för att återuppta sin karriär som musikalsångare. Han ersattes av Pelle Almgren. Hot Soup lades på is 1997, efter tre skivor och ett tusental föreställningar.

## Diskografi
- Första skivan "Hot Soup" (Alpha Records, Onecd 046, 1993) innehöll originalmusik och två singlar, Nära dig och En liten tår, släpptes från skivan.
- Andra skivan "Alive and Cookin'" (Tin Tones, ttcd 007, 1994) är inspelad live på Country Club i Åre 17, 18 och 19 mars 1994.
- Tredje skivan "Hot Soup sjunger Cornelis" (Skivbolaget, sbcd 513, 1996) innehåller uteslutande låtar kända genom Cornelis Vreeswijk. Singeln "Sommarkort (En stund på jorden)" spelades flitigt på radion (skivan är fortfarande tillgänglig på marknaden). Hot Soup blev kända inte minst som tolkare av Cornelis. Bandet framträdde ett flertal gånger på Cornelisdagen på Mosebacke.

## Medlemmar
- Pelle Blom: klaviatur
- Svante Drake: muntrummor
- Mats Grundström: gitarr
- Janne Åström: sång

Övriga medlemmar:
- Pelle Almgren: sång